# Taraxacum woroschilovii
Taraxacum woroschilovii là một loài thực vật có hoa trong họ Cúc. Loài này được Gubanov miêu tả khoa học đầu tiên năm 1980.